# اوشن وانگ
اوشن وانگ (Vương Quốc Vinh؛ زادهٔ ۱۴ اکتبر ۱۹۸۸) شاعر و رمان‌نویس ویتنامی آمریکایی است. او در سال ۲۰۱۹ برندهٔ جایزه مک‌آرتور شد.